# It's My Party Tour
L'It's My Party Tour è stato il secondo tour mondiale della cantante statunitense Jennifer Lopez.
È iniziato il 7 giugno 2019 a Inglewood ed è proseguito in Asia, Europa e Africa, terminando a San Pietroburgo l'11 agosto 2019.

## Scaletta
1. Intro
2. "Medicine" (contiene elementi di "In da Club")
3. "Love Don't Cost a Thing"
4. "Get Right"
5. "Dinero" (contiene elementi di "Sicko Mode", " Wow.", "God's Plan", "7 Rings" e "Money")
6. "I'm Real (Murder Remix)"
7. "Ain't It Funny (Murder Remix)"
8. "Jenny from the Block" (contiene elementi di "Thotiana")
9. "If You Had My Love" (contiene elementi di "Teenage Fever")
10. "Girls" (contiene elementi di "If You Had My Love")
11. "Booty" (contiene elementi di "Throw Your Hair Back")

Interlude: Video
1. "Gravity"
2. "Limitless" (contiene elementi di "Titanium")
3. "Ain't Your Mama" (contiene elementi di "Respect")
4. "All I Have"
5. "Hold It Don't Drop It"
6. DJ Set (contiene elementi di "Mi gente", "Scooby Doo Pa Pa", "I Like It", "Mía", "Taki Taki" e "Contra La Pared")
7. "Te boté"
8. "Te Guste"
9. "El Anillo"

Interlude: "Goin' In (Michael Woods Remix)"
1. "Waiting for Tonight"
2. "Dance Again"
3. "On the Floor"

Encore:
1. "Let's Get Loud"
2. "Live It Up"

Durante il concerto a Montreal, Jennifer Lopez ha eseguito una cover di "Si Una Vez" di Selena.

## Date del tour
| Data           | Città            | Stato        | Luogo                                  | Artisti d'apertura               | Biglietti venduti / Biglietti disponibili | Incasso      |
| Nord America   | Nord America     | Nord America | Nord America                           | Nord America                     | Nord America                              | Nord America |
| -------------- | ---------------- | ------------ | -------------------------------------- | -------------------------------- | ----------------------------------------- | ------------ |
| 7 giugno 2019  | Los Angeles      | Stati Uniti  | The Forum                              | Swing Latino The Lab Briar Nolet | 29.319 / 29.791                           | $3.733.502   |
| 8 giugno 2019  | Los Angeles      | Stati Uniti  | The Forum                              | Swing Latino The Lab Briar Nolet | 29.319 / 29.791                           | $3.733.502   |
| 10 giugno 2019 | San Diego        | Stati Uniti  | Pechanga Arena                         | Swing Latino The Lab Briar Nolet | 8.977 / 10.083                            | $1.406.062   |
| 12 giugno 2019 | Sacramento       | Stati Uniti  | Golden 1 Center                        | Swing Latino The Lab Briar Nolet | 13.282 / 13.282                           | $1.822.144   |
| 13 giugno 2019 | San Jose         | Stati Uniti  | SAP Center                             | Swing Latino The Lab Briar Nolet | 13.072 / 13.072                           | $1.985.587   |
| 15 giugno 2019 | Las Vegas        | Stati Uniti  | T-Mobile Arena                         | Swing Latino The Lab Briar Nolet | 12.847 / 12.847                           | $1.595.677   |
| 16 giugno 2019 | Phoenix          | Stati Uniti  | Talking Stick Resort Arena             | Swing Latino The Lab Briar Nolet | 13.051 / 13.051                           | $1.845.010   |
| 19 giugno 2019 | Denver           | Stati Uniti  | Pepsi Center                           | Swing Latino The Lab Briar Nolet | 12.283 / 12.283                           | $1.304.508   |
| 21 giugno 2019 | San Antonio      | Stati Uniti  | AT&T Center                            | Swing Latino The Lab Briar Nolet | 14.881 / 14.913                           | $2.416.099   |
| 22 giugno 2019 | Edinburg         | Stati Uniti  | Bert Odgen Arena                       | Swing Latino The Lab Briar Nolet | 8.051 / 8.625                             | $1.682.498   |
| 24 giugno 2019 | Dallas           | Stati Uniti  | American Airlines Center               | Swing Latino The Lab Briar Nolet | 13.913 / 13.946                           | $1.736.411   |
| 25 giugno 2019 | Houston          | Stati Uniti  | Toyota Center                          | Swing Latino The Lab Briar Nolet | 12.586 / 12.586                           | $1.666.656   |
| 28 giugno 2019 | Saint Paul       | Stati Uniti  | Xcel Energy Center                     | Swing Latino The Lab Briar Nolet | N.D.                                      | N.D.         |
| 29 giugno 2019 | Chicago          | Stati Uniti  | United Center                          | Swing Latino The Lab Briar Nolet | 25.046 / 28.500                           | $3.071.281   |
| 30 giugno 2019 | Chicago          | Stati Uniti  | United Center                          | Swing Latino The Lab Briar Nolet | 25.046 / 28.500                           | $3.071.281   |
| 3 luglio 2019  | Milwaukee        | Stati Uniti  | American Family Insurance Amphitheater | Swing Latino The Lab Briar Nolet | 12.116 / 23.095                           | $1.273.567   |
| 5 luglio 2019  | Detroit          | Stati Uniti  | Little Caesars Arena                   | Swing Latino The Lab Briar Nolet | 12.765 / 12.765                           | $1.476.473   |
| 7 luglio 2019  | Toronto          | Canada       | Scotiabank Arena                       | Swing Latino The Lab Briar Nolet | 29.102 / 29.355                           | $3.363.674   |
| 8 luglio 2019  | Toronto          | Canada       | Scotiabank Arena                       | Swing Latino The Lab Briar Nolet | 29.102 / 29.355                           | $3.363.674   |
| 10 luglio 2019 | Montreal         | Canada       | Centre Bell                            | Swing Latino The Lab Briar Nolet | 15.041 / 15.041                           | $1.773.086   |
| 12 luglio 2019 | New York         | Stati Uniti  | Madison Square Garden                  | Swing Latino The Lab Briar Nolet | 28.066 / 28.066                           | $5.536.127   |
| 15 luglio 2019 | New York         | Stati Uniti  | Madison Square Garden                  | Swing Latino The Lab Briar Nolet | 28.066 / 28.066                           | $5.536.127   |
| 16 luglio 2019 | Mansfield        | Stati Uniti  | Xfinity Center                         | Swing Latino The Lab Briar Nolet | 14.318 / 14.491                           | $1.385.288   |
| 17 luglio 2019 | Washington, D.C. | Stati Uniti  | Capital One Arena                      | Swing Latino The Lab Briar Nolet | 13.987 / 13.987                           | $1.810.377   |
| 19 luglio 2019 | Newark           | Stati Uniti  | Prudential Center                      | Swing Latino The Lab Briar Nolet | 13.227 / 13.227                           | $2.396.508   |
| 20 luglio 2019 | Filadelfia       | Stati Uniti  | Wells Fargo Center                     | Swing Latino The Lab Briar Nolet | 13.724 / 13.724                           | $1.680.234   |
| 22 luglio 2019 | Atlanta          | Stati Uniti  | State Farm Arena                       | Swing Latino The Lab Briar Nolet | 11.275 / 11.275                           | $1.226.232   |
| 23 luglio 2019 | Orlando          | Stati Uniti  | Amway Center                           | Swing Latino The Lab Briar Nolet | 12.860 / 12.860                           | $2.010.744   |
| 25 luglio 2019 | Miami            | Stati Uniti  | American Airlines Arena                | Swing Latino The Lab Briar Nolet | 40.055 / 40.055                           | $5.485.286   |
| 26 luglio 2019 | Miami            | Stati Uniti  | American Airlines Arena                | Swing Latino The Lab Briar Nolet | 40.055 / 40.055                           | $5.485.286   |
| 27 luglio 2019 | Miami            | Stati Uniti  | American Airlines Arena                | Swing Latino The Lab Briar Nolet | 40.055 / 40.055                           | $5.485.286   |
| Asia           |                  |              |                                        |                                  |                                           |              |
| 1º agosto 2019 | Tel Aviv         | Israele      | Hayarkon Park                          | N.D.                             | N.D.                                      | N.D.         |
| Europa         |                  |              |                                        |                                  |                                           |              |
| 4 agosto 2019  | Mosca            | Russia       | VTB Arena                              | N.D.                             | N.D.                                      | N.D.         |
| 6 agosto 2019  | Adalia           | Turchia      | Regnum Carya Golf Resort & Spa         | N.D.                             | N.D.                                      | N.D.         |
| 8 agosto 2019  | Fuengirola       | Spagna       | Marenostrum Castle Park                | N.D.                             | N.D.                                      | N.D.         |
| Africa         |                  |              |                                        |                                  |                                           |              |
| 9 agosto 2019  | El Alamein       | Egitto       | Seacode                                | N.D.                             | N.D.                                      | N.D.         |
| Europa         |                  |              |                                        |                                  |                                           |              |
| 11 agosto 2019 | San Pietroburgo  | Russia       | SKK Peterburgsky                       | N.D.                             | N.D.                                      | N.D.         |
| Totale         | Totale           | Totale       | Totale                                 | Totale                           | 393.844 / 410.920 (98%)                   | $53.825.043  |

## Cancellazioni
| Data           | Città    | Stato       | Luogo                                      | Causa                                                                                       |
| -------------- | -------- | ----------- | ------------------------------------------ | ------------------------------------------------------------------------------------------- |
| 28 giugno 2019 | San Juan | Porto Rico  | Coliseo de Puerto Rico José Miguel Agrelot | Cancellato per motivi non specificati                                                       |
| 13 luglio 2019 | New York | Stati Uniti | Madison Square Garden                      | Cancellato e poi riprogrammato al 15 luglio 2019 a causa di un blackout che colpì Manhattan |